# Xylocampa wrighti
Xylocampa wrighti är en fjärilsart som beskrevs av Willie Horace Thomas Tams 1951. Xylocampa wrighti ingår i släktet Xylocampa och familjen nattflyn. Inga underarter finns listade i Catalogue of Life.